# Aavajärvi (plaats)
Aavajärvi is een gehucht binnen de Zweedse gemeente Haparanda. Het ligt aan de weg Björkfors naar Kukkola. Ten noordoosten van het dorp ligt het gelijknamige meer. Bij het dorp ontstaat de rivier Aavajoki.
Alatalo · Barsk · Haparanda · Kangas · Kankaanranta · Karungi · Kattilasaari · Keräsjänkkä · Keräsjoki · Korpikylä · Korva · Kukkola · Lappträsk · Marielund · Mattila · Nikkala · Parviainen · Purra · Salmis · Seskarö · Säivis · Vojakkala · Vuono · Vittikko